# كليبر (لاعب كرة قدم مواليد 1983)
كليبر (بالبرتغالية: Kléber Giacomance de Souza Freitas) هو لاعب كرة قدم برازيلي في مركز الهجوم، ولد في 12 أغسطس 1983 في أوساسكو في البرازيل. شارك مع منتخب البرازيل تحت 20 سنة لكرة القدم ومنتخب البرازيل لكرة القدم. أما مع النوادي، فقد لعب مع اوستين بولد ودينامو كييف وغريميو بورتو أليغرينزي ونادي بالميراس ونادي ساو باولو ونادي فاسكو دا غاما ونادي كروزيرو ونادي كوريتيبا.

## وصلات خارجية
- الموقع الرسمي
- هذه المقالة غير مرتبط بويكي بيانات

لا توجد روابط لمواقع التواصل الاجتماعي.